# Olympische Sommerspiele 1932/Teilnehmer (Britisch-Indien)
| Gelbes Symbol für Goldmedaillen mit stilisierten Olympischen Ringen | Graues Symbol für Silbermedaillen mit stilisierten Olympischen Ringen | Braundes Symbol für Bronzemedaillen mit stilisierten Olympischen Ringen |
| ------------------------------------------------------------------- | --------------------------------------------------------------------- | ----------------------------------------------------------------------- |
| 1                                                                   | —                                                                     | —                                                                       |

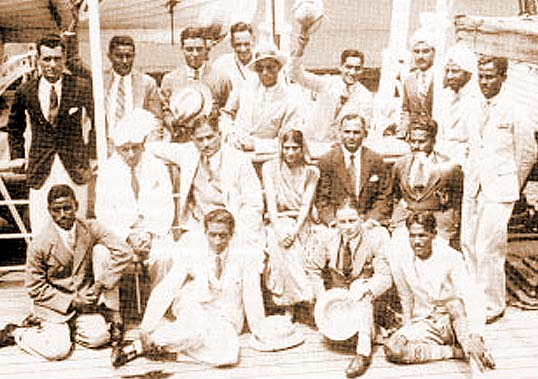
Teilnehmer des indischen Hockeyteams 1932 sowie Trainer und eine Begleiterin

19 Sportler aus Britisch-Indien traten bei den Olympischen Sommerspielen 1932 in Los Angeles unter der all-indischen Flagge zum internationalen Vergleich an. Es handelte sich um 15 Spieler der indischen Herren-Hockeynationalmannschaft, die die Goldmedaille gewannen, weitere drei Männer kämpften als Leichtathleten, einer war als Schwimmer gemeldet.

## Geschichte
An den X. Olympischen Spielen beteiligten sich insgesamt rund 2000 Athleten aus 37 Ländern und maßen ihre Kräfte in 18 Sportarten wie Boxen, Fußball, Leichtathletik mit Zehnkampf und Marathonlauf,  Fechten, Gewichtheben, Moderner Fünfkampf, Radfahren, Reiten, Schwimmen, Turnen, Wasserball, Wasserspringen, Rudern, Segeln. 
Zum Feldhockey der Herren hatten sich drei Mannschaften angemeldet, darunter die Favoriten aus Britisch-Indien, dem Vorläufer der Republik Indien bis 1947. Die all-indische Hockeymannschaft umfasste folgende Teilnehmer: 
Richard Allen, Muhammad Aslam, Lal Bokhari (Fahnenträger), Frank Brewin, Richard Carr, Leslie Hammond (Verteidiger), Arthur Charles Hind (Tormann), Sayed Jaffar, Masud Minhas, Broome Pinniger, Gurmit Singh, Roop Singh, William Sullivan, Dhyan Chand (Kapitän und Angreifer) und Carlyle Tapsell (Verteidiger).

Das Team besiegte in schnellen und präzisen Zuspielen die Mannschaften der USA mit 24:1 und im Finale die Japaner klar mit 11:1. Insgesamt hatten für diesen Wettkampf nur drei Mannschaften ihre Teilnahme gemeldet, neben Indien und Japan war das das Gastgeberland USA. An den vorherigen Olympischen Sommerspielen hatten sich wesentlich mehr Hockey-Mannschaften beteiligt, in Los Angeles fehlten die mitfavorisierten europäischen Länder wie Holland, Deutschland oder England. Über das Hockeyturnier bei den Olympischen Spielen im Jahr 1928 in Amsterdam heißt es in Berichten zum Spiel der Inder: 

„Für alle bisherigen Begriffe war ihr Können phantastisch. Staunenerregend ihr Stellungsspiel, ihre Technik, ihre Schnelligkeit. Niemand vermochte gegen diese Wundermannschaft auch nur einen einzigen Treffer anzubringen, während die Inder selbst 29 Tore auf ihr Konto brachten. Alles stand im Schatten dieser Künstler.“

 So gab es im Vorfeld folgende Einschätzung für 1932: „Kein Land der Welt ist in der Lage, den Indern die goldene Medaille streitig zu machen.“ Von der Siegmannschaft des Jahres 1928 waren aber nur noch vier Spieler dabei, der brillante Torwart Allen, aus der damaligen Provinz Bengalen stammend, saß wegen einer Verletzung auf der Zuschauerbank.
Die meisten Tore schoss Roop Singh (12), gefolgt von Dhyan Cahnd (7) und Gurmit Singh (3).  

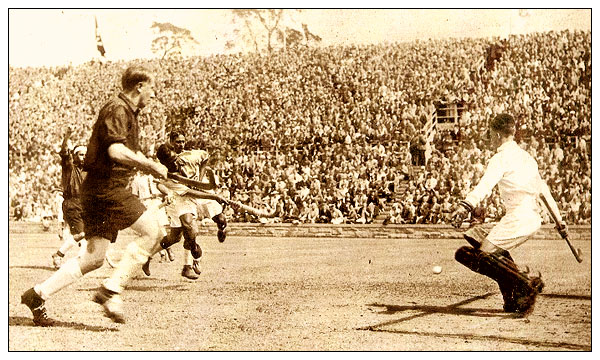
Indische Hockeyspieler im Wettkampf um den Olympiasieg 1932

Diese absolute Favoritenrolle und die teure und weite Anreise von mindestens 16 Spielern für eine funktionierende Mannschaft machten die Organisatoren als Grund aus, warum in diesem Jahr (1932) eben nur drei Teams gegeneinander antraten. Die USA-Mannschaft bestand überwiegend aus unerfahrenen Spielern, die von anderen Sportarten kamen und aus Studenten der Princeton-Universität.
Die übrigen Wettkämpfer aus Indien waren die Leichtathleten Mehar Chand Dhwan (Dreisprung, 4 × 100-m-Staffellauf), Bunoo Sutton (100 m Sprint, 110 m Hürdenlauf, 4 × 100-m-Staffellauf) und Ronald Vernieux (100- und 200-m-Sprint, 4 × 100-m-Staffellauf) sowie der Schwimmer Nalin Malik (Freistil, 400 m und 1500 m).  Als vierter Staffelläufer fungierte einer der Hockeyspieler. Keiner dieser Sportler gewann eine Medaille, aber sie belegten die Plätze 4 oder 5.